# نورث یورک (ویسکانسین)
نورث یورک (به انگلیسی: North York) یک منطقهٔ مسکونی در ایالات متحده آمریکا است که در شهرستان اشلند، ویسکانسین واقع شده‌است. نیویورک ۲۷۰٫۹۷ متر بالاتر از سطح دریا واقع شده‌است.